# Маругаме (стадион)
Стадион «Маругаме» (香川県立丸亀競技場) — многофункциональный стадион, расположенный в городе Маругаме, Япония. Является домашней ареной клуба Японской Футбольной Лиги «Каматамаре Сануки», и здесь находятся точки старта и финиша полумарафона Маругаме. Стадион был открыт 10 октября 1997 года и на данный момент вмещает 30 099 зрителей. С сентября 2015 года носит имя «Пикара».